# Aladár Gerevich

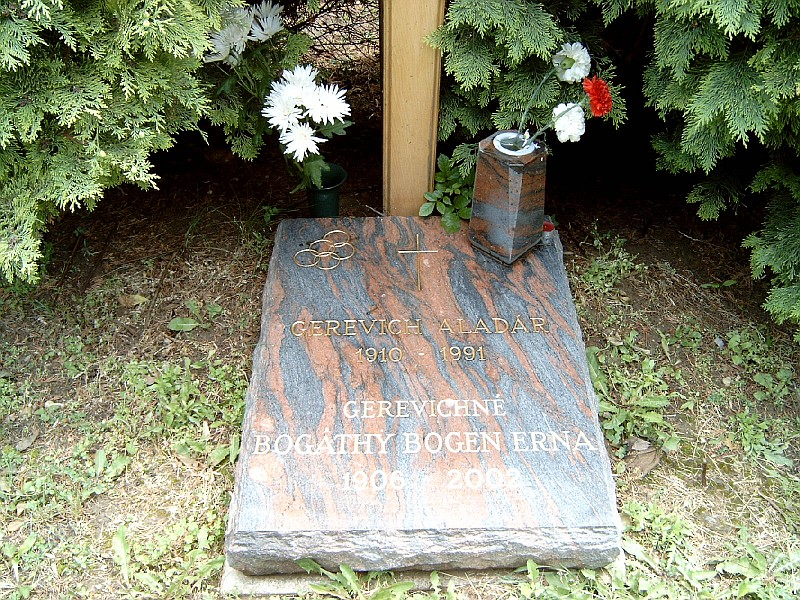
Grabstein Aladár Gerevich

Aladár Gerevich [ˈɒlɒdaːr ˈɡɛrɛviʧ] (* 16. März 1910 in Jászberény; † 14. Mai 1991 in Budapest) war ein ungarischer Säbelfechter.
Gerevich nahm 1932 erstmals an Olympischen Spielen teil und gewann mit der Mannschaft der ungarischen Säbelfechter seine erste olympische Goldmedaille. Diesen Erfolg mit der Mannschaft wiederholte er 1936, 1948, 1952, 1956 und 1960. Aladár Gerevich ist damit der erste Sportler, der bei sechs aufeinanderfolgenden Olympischen Spielen Gold gewonnen hat. Diese Leistung mutet noch erstaunlicher an, wenn man bedenkt, dass 1940 und 1944 wegen des Zweiten Weltkriegs keine Olympischen Spiele stattfanden.
Im Einzelwettbewerb gewann er 1936 Bronze, 1948 Gold und 1952 Silber. 1952 gewann er daneben auch noch Bronze mit der Florettmannschaft. Gerevich war neunfacher Weltmeister (1951 und 1955 im Einzel) und fünffacher Europameister (1935 im Einzel).
Aladár Gerevich war mit Erna Bogen verheiratet, die 1932 Bronze mit dem Florett gewann. Beider Sohn Pál Gerevich, zweimal Bronzemedaillengewinner 1972 und 1980 mit der Säbelmannschaft, kam am 10. August 1948 zur Welt, an diesem Tag stand Aladár Gerevich mit der Mannschaft in London auf der Planche und bestritt die Vorrunde.
Die Liste der ungarischen Erfolge im Säbelfechten ist lang. Zwischen 1908 und 1964 gewann Ungarn die Einzelwertung mit der einzigen Ausnahme 1920, als Ungarn nicht teilnehmen durfte. Unter all diesen Olympiasiegern ist Aladár Gerevich mit sieben Goldmedaillen der Erfolgreichste in der Geschichte der Olympischen Spiele.